# Cafarnaum (Bahia)
Cafarnaum é um município brasileiro do estado da Bahia. Recenseada em 2022 pelo Instituto Brasileiro de Geografia e Estatística (IBGE), sua população é de 17.466 habitantes. Em 2015, ficou em terceiro lugar dentre os municípios baianos no Ranking da Transparência do Ministério Público Federal (MPF) durante o mandato do prefeito Euilson Joaquim da Silva (2013 - 2016).

## História
O território do município era habitado pelos pataxós. No contexto da procura de ouro e pedras preciosas no século XVII, foi formado o arraial de Cafarnaum a partir da atração pelo solo fértil. O topônimo faz referência à cidade localizada na Galileia citada na Bíblia.
Emancipação - A 7 de junho de 1961 entrou em tramitação na Assembléia Legislativa o projeto para sua emancipação. A 24 de julho de 1962, o Diário Oficial do Estado publicava o desmembramento do município de Morro do Chapéu. A 7 de abril de 1963, com as presenças de várias autoridades, foram realizadas as solenidades para a instalação da Câmara e para a posse do seu primeiro prefeito.

## Geografia
Situado a 430 quilômetros da capital baiana, o município de Cafarnaum localiza-se a uma latitude 11º 41' 37" sul e a uma longitude 41º 28' 06" oeste, estando a uma altitude de 770 metros. Situada no nordeste do estado da Bahia, faz parte da Microrregião de Irecê e da Mesorregião do Centro-Norte Baiano. Limita-se com os seguintes municípios: ao Norte, Morro do Chapéu e América Dourada; ao Sul, Mulungu do Morro; a Leste, Bonito; e ao Oeste Canarana.

## Organização Político-Administrativa
O Município de Cafarnaum possui uma estrutura político-administrativa composta pelo Poder Executivo, chefiado por um Prefeito eleito por sufrágio universal, o qual é auxiliado diretamente por secretários municipais nomeados por ele, e pelo Poder Legislativo, institucionalizado pela Câmara Municipal de Cafarnaum, órgão colegiado de representação dos munícipes que é composto por 11 vereadores também eleitos por sufrágio universal.

### Atuais autoridades municipais de Cafarnaum
- Prefeito: Sueli Fernandes de Souza Novais - PL (2021/-)[9]
- Vice-prefeito: Odilezio Dias de Souza "Leo do Canal" - PSD (2021/-)[9]
- Presidente da Câmara: Roberval Oliveira dos Anjos "Roberval dos Barbosas" - PC do B (2023/-)[10][11]

## Cultura

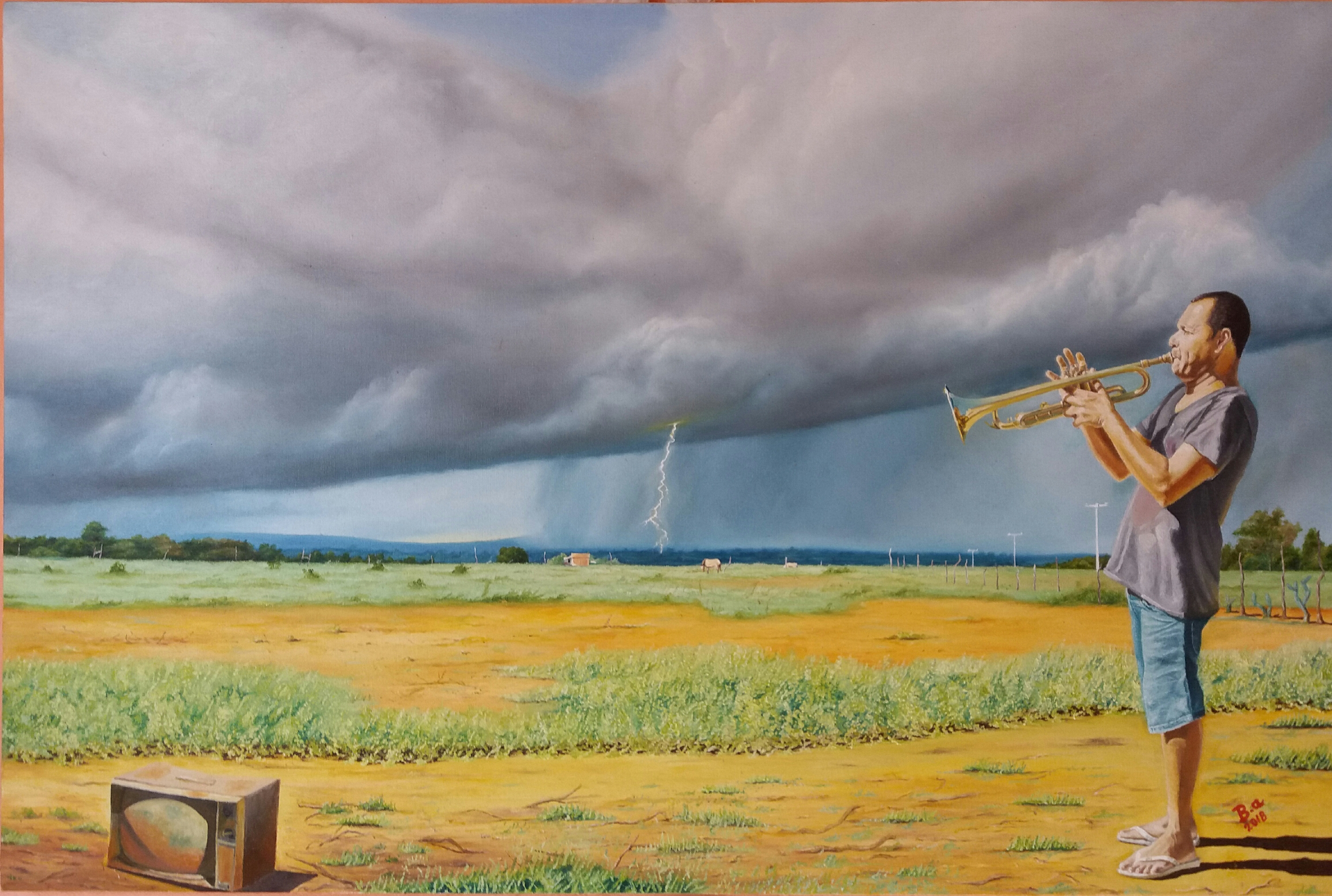
Obra executada pelo artísta B.a, residente na cidade de Cafarnaum, Sertão da Bahia e expoente da arte local.

A cidade tem distinta vocação para  Arte e cultura com destaque especial para literatura, festas tradicionais, música, danças regionais e artes visuais. Péricles Coelho, político e pesquisador local, foi o pioneiro na pesquisa e registro da história da cidade e da sua gente. Seus escritos são fontes seguras de informações sobre os primeiros moradores e feições habitacionais de Cafarnaum. Focados na descrição primorosa da geografia e dos usos e costumes daquela incipiente comunidade agropecuarista, os textos exaltam o engenho de um povo simples, valente e dominadores de todas as adversidades climatéricas do sertão. Situada no semiárido baiano, de onde partem os rubros ventos serranos a tingir os cinzas da caatinga, pouco se soube da cidade e para lá, pouco se aventuraram os mensageiros do litoral. Assim, definiu-se no decorrer do tempo, a sua distinta e autêntica identidade sociocultural. Nessa remota exclusividade germinou o gosto literário e artístico de uma geração  empenhada não apenas em florear obras diversas mas também projetar a sua sombra no cenário nacinal. A poesia do professor Ari Nascimento, os cordéis de José Martis e Moacyr Bernardes, a grande pesquisa histórica de Leandro Barreto, os estudos da música caipira e popular do professor José Ferreira Callado e os ensaios psicoemocionais de Elaine Montino são obras perfiladas no desenvolvimento econômico e cultural da cidade e lançam luz no pensamento das futuras gerações.
As artes visuais sempre lograram de amplo espaço e estão entre as primeiras expressões artísticas produzidas nessas terras como testemunha o rico acervo de pinturas rupestres, objetos ritualísticos e domésticos encontrados em sítios arqueológicos. A produção artística do período inicial de emancipação política da cidade abrangia a confecção de adereços, máscaras, pinturas e instrumentos musicais que eram usadas em festejos tradicionais e religiosos. Essas peças eram, na sua grande maioria, feitas por artistas e\ou artesãos autodidatas sem formação acadêmica mas que, nem por isso, deixam de esbanjar devoção e significados típicos da arte "naif" como se vê ainda hoje nas produções dos distristos rurais do município. Zeinho, um grande artesão que também era arte-educador, é autor de muitas peças utilizando fibras de sisal e sementes da flora caatingueira. Suas obras embelezavam lares e ambientes daquela época tomando parte no mobiliário e decoração. Pepeto, um outro artesão e contemporãneo do supracitado, trabalhava a madeira  produzindo carros de bois, jumentos, cangaceiros, lavadoras de roupas e parte da feroz fauna sertaneja. Ele encantava as feiras livres ilustrando os costumes e labores daquela gente. São desse período também as primeiras obras onde se reconhece a consciência do fazer artístico. Manoel Rafflick, artista polivante e ainda em atividade, fez grande produção pictórica, musical, literária e escultórica inaugurando a imagem do artista questionador e engajado com as questões antropológicas e sociais tal qual a conhecemos hoje. Maria Aparecida, Nêgo de Calubi além de alguns grupos estudantis escreveram novelas, contos, jograis e peças que eram frequentemente apresentadas no clube recreativo revelando o gosto e boemia da juventude cafarnaumense. Atualmente, a cidade é agraciada com uma nova geração de artistas que além de buscaram séria formação profissional e acadêmica, estão estimulando a apreciação, o gosto e o consumo no novíssimo mercado de compra e venda de arte que aos poucos se estabelece na cidade. 